# 田久保真見
田久保 真見（たくぼ まみ）は、日本の作詞家。
演歌、歌謡曲、ポップス、CM、アニメ・ゲームなどのキャラクターソングなど、幅広いジャンルの作詞を手掛けている。

## 概略
作詞を手がけた1995年リリースのキム・ヨンジャの「涙の鎖」がオリコンの歌謡曲演歌チャート1位を獲得、1996年の第29回日本作詩大賞に入賞するなどし、その個性的な作風で、世に名を知らしめる。
2006年には、大ヒットした映画『NANA』の続編である『NANA2』の劇中歌「Truth」（歌：伊藤由奈）の作詞を手がける。
2012年、あさみちゆきの「新橋二丁目七番地」で第45回 日本作詩大賞、優秀作品賞を受賞した。
2013年、演歌の大御所、北島三郎から抜擢され「百年の蝉 / おとこ節」を手がける。
2016年には、堀内孝雄の「空蝉の家」で第49回日本作詩大賞の大賞を受賞した。
また、アニメ・ゲーム「遙かなる時空の中で」シリーズでは始期からかかわり、手掛けたキャラクターソングは、約160曲にものぼる。その全楽曲を収録した『遙かなる時空の中で　田久保真見　言の葉集』（全4巻）が2018年に発売され、本人がその全曲をひとつひとつ解説した、別冊のライナーノーツ ～問わず語り～ は、ファンの間で大きな話題となった。
アニメ、Jポップ、演歌、歌謡曲、全てのジャンルでオリコン一位を獲得する。
認知症を題材にした湯原昌幸「菜の花」や、空き家を題材にした堀内孝雄「空蝉の家」など、社会問題を取り上げた作品の評価も高い。

また、日本演歌の大御所である作曲家・船村徹のオリジナルアルバムに抜擢され、参加した。
2019年には、上沼恵美子のシングル「時のしおり」が発売。この歌は、東京オリンピック、万博、震災をテーマに書かれており、昭和、平成、令和の三つの時代を不器用に生き抜く日本人への、熱い応援歌となっている。新曲発表が行われた「ABCラジオ祭り2019」では、万博記念公園に35000人もの人々が集まり、話題となった。2025年には再びシングルで「人生泣き笑い/大阪ラブレター」の歌詞を提供。
2020年、コロナ禍を戦う人達へのエール曲、五木ひろし「365本のひまわり」は、ネットで話題となった。
2023年、大月みやこのデビュー60周年記念曲「今も…セレナーデ」を手掛ける。
評論家である小西良太郎の最後のプロデュース作品に抜擢され、秋元順子の「プラトニック」を手掛ける。
2024年、坂本冬美の新境地と言われる「ほろ酔い満月」を手掛ける。
2024年、伍代夏子の「いのちの砂時計」にて、今までにない新しい命の歌を提案する。
この作品が、第57回 日本作詩大賞入賞。伍代夏子さんが恩人である故八代亜紀さんに捧げる歌として、注目を集めた。
2025年6月18日、上沼恵美子の最後のシングル「人生泣き笑い / 大阪ラブレター」を発売予定。
また、横浜にフランスアンティークのショップを3店舗、展開している。

## 略歴
- 1996年、キム・ヨンジャ「涙の鎖」で第29回日本作詩大賞入賞。
- 2005年、音羽しのぶ「二年酒」で第38回 日本作詩大賞入賞。
- 2006年、映画『遙かなる時空の中で～舞一夜～』イメージ曲「玉響のしずく」を手掛ける。映画『NANA2』劇中歌の伊藤由奈「Truth」を手掛ける。
- 2007年、北山たけし「男鹿半島」で第40回 日本作詩大賞入賞。
- 2008年、日本・ベトナム外交関係樹立35周年記念曲、杉良太郎「永遠の輪」を手掛ける。
- 2012年、あさみちゆき「新橋二丁目七番地」で第45回日本作詩大賞、優秀作品賞受賞。
- 2013年、北島三郎「百年の蝉 / おとこ節」が発売。大月みやこ 50周年記念曲「いのちの海峡」がレコード大賞、最優秀歌唱賞を受賞。水森かおり「伊勢めぐり」で第46回日本作詩大賞入賞。
- 2014年、北山たけし「有明海」で第47回 日本作詩大賞入賞。
- 2015年、テレビ東京系ドラマ『三匹のおっさん2』の主題歌、和田アキ子が歌唱する「晴レルヤ」を手掛ける。大月みやこ「愛のかげろう」で第48回 日本作詩大賞入賞。
- 2016年、堀内孝雄「空蝉の家」で第49回日本作詩大賞の大賞を受賞。
- 2018年、シリーズのほとんどを手掛けた、約160曲収録の「遙かなる時空の中で　田久保真見　言の葉集（全4巻）」が発売。大月みやこ「海鳴りの駅」で第51回 日本作詩大賞入賞。
- 2019年、五木ひろし 55周年記念曲「麗しきボサノヴァ / 和み酒」が発売。大月みやこ「涙川」で、第52回 日本作詩大賞入賞。上沼恵美子 「時のしおり」が発売。
- 2020年、大月みやこ「氷雪の岬」、北山たけし「龍神海峡」の2曲が第53回 日本作詩大賞入賞。コロナ禍を戦う人達へのエール曲、五木ひろし「365本のひまわり」は、ネットで話題となった。
- 2021年、大月みやこ「夢のつづきを」で第54回 日本作詩大賞入賞。
- 2023年、大月みやこ「今も…セレナーデ」で第56回 日本作詩大賞入賞。
- 2024年、伍代夏子「いのちの砂時計」で第57回 日本作詩大賞入賞。 伍代夏子さんが恩人である故八代亜紀さんに捧げる歌として、注目を集めた。

## 作詞楽曲
あ行
- 青山新「女のはじまり」
- 秋元順子「24時の孤独」「赤坂レディーバード」「ROSE」
- あさみちゆき「紙ふうせん」「井の頭線」「おもいで写真館」「黄昏シネマ」「新橋二丁目七番地」「かすみ草エレジー」他多数
- 安部恭弘「Calling You」
- 生稲晃子「忘れたいのに」
- 石川さゆり「砂の椅子」
- 石塚早織「はるかなる慟哭」「禁断のパンセ」「Silent Tears」
- 市川たかし「夕霧草」「走り雨」
- 五木ひろし「麗しきボサノヴァ」「和み酒」（55周年記念曲、オリコン1位獲得）「365本のひまわり」「春夏秋冬・夢祭り」
- 伊藤由奈「Truth」（映画「NANA2」劇中歌）
- 岩出和也「くすり指」「遊び上手」「神戸の女」「愛が下手なジゴロ」
- 上杉香緒里「紫陽花の詩」
- M-Rie（宮島理恵）「SEEDS of HAPPINESS〜しあわせのたね〜」
- 大月みやこ「いのちの海峡」（50周年記念曲、オリコン1位獲得）「涙川」「愛のかげろう」「紅ひとり」「海鳴りの駅」「雨の船宿」「氷雪の岬」「夢のつづきを」他
- 大野えり「Destiny Love」（アニメ「ルパン三世 ルパン暗殺指令」主題歌）
- 小沢亜貴子「なみだの鍵穴」「いろはにほへど」

か行
- 一葉「旅立ちの駅」
- 加藤夏希「ハングリーハート〜奇跡の翼〜」（アニメ「ハングリーハート WILD STRIKER」OP）
- 角川博「女のうなじ」「涙めぐり」「夜泣き鳥」「雨の函館」「乱れ月」「なきむし酒」他
- 門倉有希「合鍵」「鬼百合」「漂流船」
- 上沼恵美子「時のしおり」
- 佳山明生「冬茜」「生きることが下手な、お前に」
- 川田まみ「空の森で」（アニメ「おねがい☆ティーチャー」ED）
- 川中美幸「あなたと生きる」「涙の海を、渡るよに」
- 川野夏美「三日月迷子」
- 北島三郎「百年の蝉」（オリコン1位獲得）「おとこ節」
- 北原ミレイ「まろやかな孤独」
- 北山たけし「男の拳」「男鹿半島」「高千穂峡」「流星カシオペア」「有明海」「龍神海峡」他多数
- キム・ヨンジャ「涙の鎖」「熱い河」「月下美人」他
- 京太郎「泣き唄」
- 黒木美佳「石の舟」「命の花」「紅い海峡」「みそぎ池」
- Kenjiro「口約束」「夜のピアス」「夜光虫」「泥船」他
- こおり健太「風花」（オリコン1位獲得）「泣きみなと」他
- 小金沢昇司「昭和の花」「冬の旅人」
- 伍代夏子「いのちの砂時計」「女のまこと」
- こんぺいとう「ポップコーン・ハートブレイク」

さ行
- 西郷輝彦「オリオン急行」
- サエラ「セバマダノ～風の恋文～」「神の月」
- 佐山陽規「運命の果て」（「天は赤い河のほとり」テーマソング）
- ジェロ「嘘泣き」
- 島津亜矢「富士」「おぼろ酒」他
- 瀬川瑛子「男嫌い」
- 瀬口侑希「紅の酒」「千年の恋歌」「夢灯籠」「楽園」他
- 坂本冬美「ほろ酔い満月」「淋しがり」

た行
- 高城れに（ももいろクローバーZ）「津軽半島龍飛崎」
- 高橋洋子「ブルーの翼」「ムーンライト・エピキュリアン」「月の風船」、他多数
- 竹島宏「紫の月」「あなたは僕の夢だった」
- 田原俊彦「真夜中のワンコール」
- チェウニ「2時間だけのルージュ」「風のようなひと」「愛が嫌いだから」他
- CHA-CHA「約束」
- チャン・ウンスク「懺悔のブルース」「赤坂レイニーブルー」他
- チャン・ユンジョン「最期の川」「うそつき太陽」他
- チョン・テフ「ガラスの蟻地獄」「サソリの涙」他
- 天童よしみ「惚の字の・ほ」
- 鳥羽一郎「夫婦船」「マルセイユの雨」「夜霧の運河」

な行
- 中澤卓也「青いダイヤモンド」「心変わり」「冬の蝶」「黄昏に」「ゆびきり」「東京タワー」
- 中原麻衣「左胸のポケットに」「七色の言葉」（アニメ「光と水のダフネ」挿入歌）
- 中山美穂「Holiday」
- 灘麻太郎「晩夏のえれじー」
- 夏川りみ「花になる」
- 西崎緑「偽名」「哀シテル」
- 西田あい「横浜ハーバーライト」「月見草」「砂の花」「雨おんな」「都会のおとぎ話」「涙割り」
- 西山ひとみ「裏切りの花」「冬ホテル」

は行
- 走裕介「篠突く雨」「寄り添い月」
- 服部浩子「三日月海峡」「おんなの情歌」「乱れ酒」「未練の花」「陽炎坂」
- 花岡優平「東京エゴイスト」「部屋の灯り」
- 浜圭介「ママ」「野球～キャッチボール～」
- 林あさ美「空になりたい涙」
- 原田悠里「涙しぐれ」
- ハン・ジナ「ガラスの部屋」「愛は水平線」他
- Bitter & Sweet「涙の糸で」
- 日吉ミミ「いのちのしずく」
- 平井菜水「お願いだから」「誕生物語」「信じてる」
- 藤原浩「あの日のひまわり」「北の三丁目」「やっと出逢えたふたり」「迷い月」
- 船村徹「マッチ箱のよな駅」
- 堀内孝雄「空蝉の家」（第49回 日本作詩大賞受賞）「みんな少年だった」

ま行
- 前川清「火遊び」「心にくちづけて」
- 真木柚布子「紫のマンボ」「ホタルの恋」「砂の城」
- 松尾雄史「サハリン航路」
- 松川未樹「おんなの祭り」
- 美川憲一「涙はキランの泉」「グランパの黒猫」
- 水森かおり「月待ちの滝恋歌」「伊勢めぐり」
- 三田明「月の港ボルドー」「君に似た女」
- みやさと奏「運命の海峡」「逢いたくて金沢」「海猫のら」
- 森進一「時代の河よ」「人生ひたすら」「月のエレジー」
- 森昌子「みぞれ酒」「そんな恋酒場」
- 門戸竜二「デラシネ～根無し草～」「浮き草かぞえ唄」

や行
- 山内惠介「恋文」「昼顔」「弱虫」「月の揺りかご」
- 山本あき「十六夜化粧」「大阪さみしがり」「想い出トランプ」「金沢わすれ雨」「卑怯者」
- 山本譲二「放浪う…ままに」「放浪酒」「夜桜哀歌」他
- 湯原昌幸「菜の花」「星になるまで」他

わ行
- 和田アキ子「孤独なひまわり」「晴レルヤ」
- 和田青児「泣き虫」